# Ikarus-Paradox
Das Ikarus-Paradox ist ein von Danny Miller geprägter Neologismus aus dem Bereich des organisationellen Lernens, der durch sein 1990 veröffentlichtes Buch The Icarus Paradox – How Exceptional Companies Bring About Their Own Downfall popularisiert wurde. Es beschreibt die Beobachtung, dass Unternehmen nach anscheinendem Erfolg plötzlich versagen.
Miller fasst in seinem Buch seine Beobachtungen im Rahmen von Untersuchungen zum Unternehmenserfolg zusammen und beschreibt, wie diejenigen Faktoren, die erst zum Erfolg führen, später für den Niedergang verantwortlich sein können. Diese Faktoren können unter anderem erprobte Strategien, ein selbstbewusstes Management, eine „elektrisierte“ Unternehmenskultur und das Zusammenspiel dieser sein.
1994 veröffentlichte Miller eine weitere Studie, in der er vier Wirkungshypothesen aufstellt:
Nach länger anhaltendem Erfolg sollten
1. die Orientierungen der Vergangenheit stärker befolgt werden,
2. die Strategien extremer ausfallen,
3. die Informationsverarbeitungsaktivitäten stärker zurückgehen,
4. eine wachsende Unsicherheit, Konkurrenzdruck und die Heterogenität der Umwelt weniger beachtet werden.

Während die erste Hypothese statistisch nicht bestätigt werden konnte, erwiesen sich die restlichen drei als vertretbar für Phasen nach anhaltendem Erfolg im Vergleich zu Phasen nach mittelmäßiger Performance.
Der Name bezieht sich auf die Figur Ikarus der griechischen Mythologie, der zu dicht an die Sonne flog, die seine wachsgebundenen Flügel aufschmolz und ihn zu Tode stürzen ließ.

## Populärer Gebrauch
Trotz der teilweisen Widerlegung (siehe oben) findet das Konzept in populären Medien Anklang. So wird es beispielsweise im Zusammenhang mit mehrfachen Rückrufaktionen des Toyota-Konzerns oder ähnlichen Problemen bei Honda verwendet.